# Jan Čáp (publicista)
Jan Čáp (Honza Čáp, * 12. dubna 1966 Příbram) je český publicista, překladatel a spisovatel.

## Život a dílo
Po maturitě na Gymnáziu Příbram vystudoval anglistiku-amerikanistiku na Filozofické fakultě Univerzity Karlovy  v Praze. Pracoval jako knihovník v pražském Klementinu. Překládal knihy z angličtiny.
Působil jako redaktor v různých českých médiích, například Lidové noviny, Newsweek Česko, Český rozhlas, Barrandov.TV, Echo24.cz a Týdeníku Echo. Publikoval v časopisech Reportér a Instinkt, v týdeníku Téma aj. Byl činný také v české redakci BBC.
V roce 2018 se zúčastnil Dne poezie. V roce 2020 vydal pod jménem Honza Čáp knihu Klapy klap.